# Astropecten latespinosus
Astropecten latespinosus är en sjöstjärneart som beskrevs av Meissner 1892. Astropecten latespinosus ingår i släktet Astropecten och familjen kamsjöstjärnor. Inga underarter finns listade i Catalogue of Life.